# 할프단 라그나르손
할프단 라그나르손(고대 노르드어: Hálfdan Ragnarsson→라그나르의 아들 할프단, 고대 영어: Halfdene, 아일랜드어: Albann 알반, ? ~ 877년)은 865년을 시작으로, 앵글로색슨 칠왕국을 침공한 바이킹 이교도 대군세의 지도자 중 한 명이다.
노르드어 사가에서 언급된 라그나르 로드브로크의 여섯 아들 중 한 명인 할프단의 형제 혹은 이복형제에는 철갑의 뵤른, 약골의 이바르, 뱀눈의 시구르드, 웁바, 흐비트세르크가 있다. 할프단이 흐비트세르크가 언급된 자료들에선 언급되지 않아, 일부 학자들은 이들이 같은 인물이라고 여기기도 한다. 이에 대한 가능성은 할프단이 바이킹들 사이에서 흔한 이름이었다는 사실에서 신빙성을 더하고 흐비트세르크 "하얀 셔츠"는 형용어이거나 할프단이란 같은 이름을 지닌 사람들과 할프단을 구분하는 별칭이었을 수도 있다.
할프단은 노섬브리아 왕국의 초대 바이킹 왕이자, 더블린 왕국의 왕위 계승권 주장자이기도 했다. 그는 한동안 형제인 뱀눈의 시구르드와 덴마크의 공동 지배자일 수도 있는데, 프랑크 사료에서 873년경에 분명하게 시그프레드와 할프단 형제를 지배자로 언급하였기 때문이다. 그는 877년 더블린 왕위 주장을 위한 스트랭퍼드호 전투에서 패배하고 죽었다.

## 생애
할프단은 865년에 앵글로색슨계 이스트앵글리아 왕국을 침략한 이교도 대군세의 지도자 중 한 명이었다. 노르드 사가들에 따르면, 이 침입은 할프단도 속해있던 라그나르 로드브로크의 아들들이 노섬브리아의 앨라에게 복수를 하기 위하여 계획한 것이라고 한다. 엘라는 865년에 라그나르를 뱀굴에 집어던져 처형했다고 전해지는데, 이 처형의 진상에 대한 역사성은 불분명하다. 대군세 침입자들은 주로 데인인들이라고 여겨지며, 그럼에도 10세기 교회인 아세르는 이 침입자들이 "다뉴브강 출신"이라 번역되는 "de Danubia"에서 왔다고 하였다. 다뉴브강이 라틴어로 다키아라고 알려진 지역에 있었다는 사실로 보았을 때 아세르는 덴마크에 대한 라틴어인 Dania를 의도했던 것으로 보인다.
865년 가을에 이교도 대군세는 이스트앵글리아에 상륙하여, 그곳에서 겨울을 지내고 말들을 확보했다. 다음 해에 대군세는 북쪽으로 이동하여 당시에 노섬브리아 왕위를 두고 앨라와 노섬브리아의 오스버흐트 간의 내전 상태에 있던 노섬브리아 왕국을 침입했다. 866년 말에, 대군세는 부유한 노섬브리아의 거점 요크를 정복했다. 다음 해에 앨라와 오스버흐트는 요크를 탈환하기 위해 동맹을 맺었다. 이들의 연합 공격은 격퇴당했고, 이 둘도 전투 중에 사망했다. 뚜렷한 지도자가 없었던 노섬브리아의 저항은 무너져 내렸고 데인인들은 자신들의 이름으로 다스리고 세금을 걷어줄 허수아비왕인 에크버흐트를 세웠다.
867년 말에, 대군세는 남쪽으로 이동해 머시아 왕국을 공격하여 노팅엄을 점령했으며, 그곳에서 겨울을 보냈다. 머시아의 왕 부르구레드는 웨스트 색슨인들의 왕 애설레드와 동맹을 맺으며 대응했고, 이들의 연합군은 노팅엄 공격에 나섰다. 앵글로색슨군들은 도시를 탈환해내는 데는 실패했지만, 데인인들이 요크로 철수하기로 한 강화 조약이 맺어졌다. 그곳에서 이들은 다음 공격을 위한 힘을 비축하며, 1년을 기다렸다.
데인인들은 869년에 이스트앵글리아로 돌아왔으며, 이번에는 정복을 의도로 했었다. 이들은 겨울을 쇨 의도를 갖고 테트퍼드를 공격했으나, 이들은 이스트앵글리아군과 맞닥뜨리고 말았다. 이스트앵글리아군은 패배했고 이들의 지휘관이었던 왕 에드먼드도 죽음을 맞이했다. 중세 전승에선 에드먼드를 기독교 신앙을 포기하라는 데인인들의 요구를 거절하고, 변치 않는 신앙으로 인해 살해당한 순교자로서 여겼다. 이바르와 웁바는 데인인들의 지휘관이자 에드먼드를 살해한 자들이라 여겨지며, 할프단이 어떤 역할을 맡았는지에 대해선 알려진 것은 없다.
이스트앵글리아 정복 이후에 이바르는 분명히 이교도 대군세를 떠났으며, 870년 이후로 잉글랜드의 기록에서 그의 이름이 사라졌다. 그럼에도, 그는 873년에 사망한 더블린의 왕 이바르와 같은 인물이라 보통 여겨진다. 이바르가 아일랜드에 있자, 할프단이 대군세의 핵심 지휘관이 되었고, 870년에 그는 대군세를 웨식스 침입으로 이끌었다. 이바르가 대군세를 떠난 후 얼마 안 있어, 대규모의 바이킹 전사들이 바그세크가 이끄는 여름 대군세의 일환으로서 스칸디나비아에서 건너와, 할프단의 병력의 규모를 보강해줬다. 앵글로색슨 연대기에 의하면, 데인인들은 871년 1월 8일에 일어난 애시다운 전투를 포함해서 웨스트 색슨인들과 아홉 차례 맞붙었다고 한다. 그러나, 웨스트 색슨인들은 패하지 않았고, 할프단은 새롭게 왕위에 오른 웨식스 왕 앨프레드와 강화를 맺었다.
대군세는 점령한 도시 런던으로 물러났고 그곳에서 871/872년 겨울 동안 머물렀다. 이 시기에 런던에서 발주된 주화들은 할프단의 이름을 담고 있으며, 그를 대군세의 지도자로 인정하고 있다. 872년 가을에 대군세는 노섬브리아의 허수아비왕인 에크버흐트를 상대로 일어난 반란을 진압하러 노섬브리아로 돌아갔다. 하지만, 대군세의 북쪽으로 움직임에 대한 이 설명은 이의가 제기되었는데, 이 이동이 머시아와 전쟁 결과 때문이라는 새로운 의견이 제시되었다. 대군세는 토크제이에서 겨울을 보내고, 1년 뒤에 렙턴 지역에 있었다고 기록되었다. 이들은 874년에 머시아를 정복했고, 머시아의 왕 부르그레드는 폐위당하여 덴마크인들의 허수아비 왕 케오울프로 대체됐다.
이 승리 이후에 대군세는 둘로 쪼개져, 하나는 웨식스와 싸움을 계속하려 남쪽으로 향한 구스룸이 이끄는 것과 다른 하나는 픽트족 및 스트래스클라이드 왕국의 브리튼족에 맞서 싸우러 북쪽으로 향한 할프단의 것이었다. 얼스터 편년사에 의하면, 더블린 왕 에위스테인 올라프손이 보통 할프단이라고 받아들여지는 인물인 "Albann"에게 "기만적인" 방법으로 875년에 살해당했다고 한다. 할프단의 형제 이바르는 873년에 죽기 이전에 더블린을 다스렸었고 할프단의 원정은 자신의 형제의 잃어버린 왕국을 되찾기 위한 시도로서 보인다. 할프단은 아일랜드에 머물지 않았는데, 876년에 그와 그의 병력들은 노섬브리아로 돌아와, 노섬브리아 북부 지역을 앵글인들의 지배에 놔둔 채 옛 데이라 왕국과 상당히 비슷한 크기의 지역에 정착했다. 이따금 사료들은 할프단을 876년부터 다스린 요르비크의 왕이라는 직함을 주었다.
할프단의 더블린 통치는 안정되지 못했고, 그가 요크에 가 있는 동안에 왕위에서 내쫓겼다. 그는 877년에 더블린을 탈환하러 아일랜드로 돌아왔으나, "금발의 이교도" (할프단이 속해있던, 새롭게 도착한 바이킹들인 "흑발의 이교도"와 반대되는, 아일랜드에 장기간 있었던 바이킹들을 의미한다고 일반적으로 여겨지는 논란의 용어) 군대와 마주치게 된다. 양 측의 병력들은 스트랭퍼드호 전투에서 충돌하였고, 이 전투에서 할프단은 전사하고 만다. 이 전투에서 살아남은 할프단 병력들은 스코틀랜드를 거쳐 노섬브리아로 돌아왔고, 이 과정에서 픽트족의 왕 컨스턴타인 1세가 살해당한 전투를 벌였다. 노섬브리아의 바이킹들은 구드뢰드가 왕위에 오른 883년까지 왕이 없이 지냈다.

## 역사성
할프단과 그의 형제들은 역사상 실존 인물이라 여겨지지만, 그의 추정상 아버지에 대한 의견은 나눠져 있다. 힐다 엘리스 데이비드슨이 1979년에 쓴 것에 의하면, "최근 몇 년 간 일정 학자들은 역사적 사실을 근거로 하여 라그나르의 이야기를 최소한만 받아들였다"라고 한다. 다른 한편 캐서린 홀먼 (Katherine Holman)은 concludes that "라그나르의 아들들이 실제 역사 인물이라 하더라도, 라그나르라는 인물이 살았는지에 대한 증거는 없으며, 몇몇 다른 역사적 인물들 및 순수한 문학적 발명의 혼합물으로서 보인다."라고 했다.

## 족보
|  |                   |  |  |  |  |  |  |  |  |  |  |  |  |  |  |  |
|  | 고조부 라드바르드 |  |  |  |  |  |  |  |  |  |  |  |  |  |  |  |
|  |                   |  |  |  |  |  |  |  |  |  |  |  |  |  |  |  |
|  |                   |  |  |  |  |  |  |  |  |  |  |  |  |  |  |  |
|  | 증조부 란드베르   |  |  |  |  |  |  |  |  |  |  |  |  |  |  |  |
|  |                   |  |  |  |  |  |  |  |  |  |  |  |  |  |  |  |
|  |                   |  |  |  |  |  |  |  |  |  |  |  |  |  |  |  |
|  | 고조모 아우드     |  |  |  |  |  |  |  |  |  |  |  |  |  |  |  |
|  |                   |  |  |  |  |  |  |  |  |  |  |  |  |  |  |  |
|  |                   |  |  |  |  |  |  |  |  |  |  |  |  |  |  |  |
|  | 조부 시구르드     |  |  |  |  |  |  |  |  |  |  |  |  |  |  |  |
|  |                   |  |  |  |  |  |  |  |  |  |  |  |  |  |  |  |
|  |                   |  |  |  |  |  |  |  |  |  |  |  |  |  |  |  |
|  | 고외조부 구드뢰드 |  |  |  |  |  |  |  |  |  |  |  |  |  |  |  |
|  |                   |  |  |  |  |  |  |  |  |  |  |  |  |  |  |  |
|  |                   |  |  |  |  |  |  |  |  |  |  |  |  |  |  |  |
|  | 증조모 잉길드     |  |  |  |  |  |  |  |  |  |  |  |  |  |  |  |
|  |                   |  |  |  |  |  |  |  |  |  |  |  |  |  |  |  |
|  |                   |  |  |  |  |  |  |  |  |  |  |  |  |  |  |  |
|  | 아버지 라그나르   |  |  |  |  |  |  |  |  |  |  |  |  |  |  |  |
|  |                   |  |  |  |  |  |  |  |  |  |  |  |  |  |  |  |
|  |                   |  |  |  |  |  |  |  |  |  |  |  |  |  |  |  |
|  | 증외조부 간달프   |  |  |  |  |  |  |  |  |  |  |  |  |  |  |  |
|  |                   |  |  |  |  |  |  |  |  |  |  |  |  |  |  |  |
|  |                   |  |  |  |  |  |  |  |  |  |  |  |  |  |  |  |
|  | 조모 알프힐드     |  |  |  |  |  |  |  |  |  |  |  |  |  |  |  |
|  |                   |  |  |  |  |  |  |  |  |  |  |  |  |  |  |  |
|  |                   |  |  |  |  |  |  |  |  |  |  |  |  |  |  |  |
|  | 고외조부 알프     |  |  |  |  |  |  |  |  |  |  |  |  |  |  |  |
|  |                   |  |  |  |  |  |  |  |  |  |  |  |  |  |  |  |
|  |                   |  |  |  |  |  |  |  |  |  |  |  |  |  |  |  |
|  | 증외조모 가우틸드 |  |  |  |  |  |  |  |  |  |  |  |  |  |  |  |
|  |                   |  |  |  |  |  |  |  |  |  |  |  |  |  |  |  |
|  |                   |  |  |  |  |  |  |  |  |  |  |  |  |  |  |  |
|  | 고외조모 귀리타   |  |  |  |  |  |  |  |  |  |  |  |  |  |  |  |
|  |                   |  |  |  |  |  |  |  |  |  |  |  |  |  |  |  |
|  |                   |  |  |  |  |  |  |  |  |  |  |  |  |  |  |  |
|  | 할프단            |  |  |  |  |  |  |  |  |  |  |  |  |  |  |  |
|  |                   |  |  |  |  |  |  |  |  |  |  |  |  |  |  |  |
|  |                   |  |  |  |  |  |  |  |  |  |  |  |  |  |  |  |
|  | 외고조부 볼숭     |  |  |  |  |  |  |  |  |  |  |  |  |  |  |  |
|  |                   |  |  |  |  |  |  |  |  |  |  |  |  |  |  |  |
|  |                   |  |  |  |  |  |  |  |  |  |  |  |  |  |  |  |
|  | 외증조부 시그문드 |  |  |  |  |  |  |  |  |  |  |  |  |  |  |  |
|  |                   |  |  |  |  |  |  |  |  |  |  |  |  |  |  |  |
|  |                   |  |  |  |  |  |  |  |  |  |  |  |  |  |  |  |
|  | 외고조모 흘료드   |  |  |  |  |  |  |  |  |  |  |  |  |  |  |  |
|  |                   |  |  |  |  |  |  |  |  |  |  |  |  |  |  |  |
|  |                   |  |  |  |  |  |  |  |  |  |  |  |  |  |  |  |
|  | 외조부 시구르드   |  |  |  |  |  |  |  |  |  |  |  |  |  |  |  |
|  |                   |  |  |  |  |  |  |  |  |  |  |  |  |  |  |  |
|  |                   |  |  |  |  |  |  |  |  |  |  |  |  |  |  |  |
|  | 외증조모 효르디스 |  |  |  |  |  |  |  |  |  |  |  |  |  |  |  |
|  |                   |  |  |  |  |  |  |  |  |  |  |  |  |  |  |  |
|  |                   |  |  |  |  |  |  |  |  |  |  |  |  |  |  |  |
|  | 어머니 아슬라우그 |  |  |  |  |  |  |  |  |  |  |  |  |  |  |  |
|  |                   |  |  |  |  |  |  |  |  |  |  |  |  |  |  |  |
|  |                   |  |  |  |  |  |  |  |  |  |  |  |  |  |  |  |
|  | 외증외조부 부들리 |  |  |  |  |  |  |  |  |  |  |  |  |  |  |  |
|  |                   |  |  |  |  |  |  |  |  |  |  |  |  |  |  |  |
|  |                   |  |  |  |  |  |  |  |  |  |  |  |  |  |  |  |
|  | 외조모 브륀힐드   |  |  |  |  |  |  |  |  |  |  |  |  |  |  |  |
|  |                   |  |  |  |  |  |  |  |  |  |  |  |  |  |  |  |
|  |                   |  |  |  |  |  |  |  |  |  |  |  |  |  |  |  |

### 인용
1. Laud MS Misc. 636, folio 31r
2. ↑  Laud MS Misc. 636, folio 31r
3. ↑  “Ragnar Lodbrok och hans söner”. Heimskringla.no. 2016년 3월 25일에 확인함.
4. 1 2  Venning p. 132
5. ↑  Holman 2012 p. 102
6. ↑  Munch pp. 245–251
7. ↑  Jones pp. 218–219
8. ↑  Downham 2013 p. 13
9. ↑  Kirby p. 173
10. 1 2 3  Forte pp. 69–70
11. 1 2  Downham 2007 p. 65
12. ↑  Keynes p. 526
13. 1 2  Forte p. 72
14. ↑  Downham 2007 p. 64
15. ↑  Gransden p. 64
16. ↑  Mostert pp. 165–166
17. ↑  Swanton pp. 70–71 n. 2
18. ↑  Woolf p. 95
19. ↑  Hooper p. 22
20. 1 2 3 4 5  Costambeys
21. 1 2  Forte pp. 72–73
22. ↑  Downham 2007 p. 68
23. ↑  Downham 2007 p. 69
24. ↑  Forte pp. 73–74
25. ↑  Annals of Ulster, s.a. 875.
26. ↑  South p. 87
27. ↑  Malam p. 104
28. ↑  Downham 2007 p. 14
29. ↑  Annals of Ulster, s.a. 877.
30. ↑  Ashley p. 464
31. ↑  Lapdige et al. p. 526
32. ↑  Davidson p. 277
33. ↑  Holman 2003 p. 220

### 참고 문헌
- Ashley, Mike (2012년 6월 7일). 《The Mammoth Book of British Kings and Queens》. Little, Brown Book Group. ISBN 978-1-4721-0113-6.
- Costambeys, M (2004). 〈Hálfdan (d. 877)〉. 《옥스포드 영국 인명 사전》 온라인판. 옥스포드 대학교 출판부. doi:10.1093/ref:odnb/49260. 2014년 11월 23일에 확인함. (Subscription 또는 UK 공공도서관 회원 필수.) Subscription or UK public library membership 보관됨 2013-04-29 - 웨이백 머신 required.
- Davidson, Hilda Roderick Ellis, 편집. (1979). 《데인인의 사적》 [Saxo Grammaticus: The history of the Danes: books I–IX]. 1 & 2. Translated by Peter Fisher. Cambridge: D. S. Brewer. Chapter introduction commentaries. ISBN 978-0-85991-502-1.
- Downham, Clare (2007). 《Viking Kings of Britain and Ireland: The Dynasty of Ívarr to A.D. 1014》. Dunedin Academic Press. ISBN 978-1-9037-6589-0.
- Downham, Clare (2013). 〈Annals, Armies, and Artistry: 'The Anglo-Saxon Chronicle', 865–96〉. 《No Horns on their Helmets? Essays on the Insular Viking-age》. Celtic, Anglo-Saxon, and Scandinavian Studies (series vol. 1). The Centre for Anglo-Saxon Studies and The Centre for Celtic Studies, 에버딘 대학교. 9–37쪽. ISBN 978-0-9557720-1-6. ISSN 2051-6509.
- Forte, A; Oram, RD; Pedersen, F (2005). 《Viking Empires》. Cambridge: Cambridge University Press. ISBN 978-0-521-82992-2.
- Gransden, A (2000) [1996]. 《Historical Writing in England》. Vol. 1, c. 500 to c. 1307. London: Routledge. ISBN 0-415-15124-4.
- Holman, Katherine (July 2003). 《Historical dictionary of the Vikings》. Lanham, Maryland: Scarecrow Press. ISBN 978-0-8108-4859-7.
- Holman, Katherine (2012년 4월 26일). 《The Northern Conquest: Vikings in Britain and Ireland》. Andrews UK Limited. ISBN 978-1-908493-53-8.
- Hooper, Nicholas Hooper; Bennett, Matthew (1996). 《The Cambridge Illustrated Atlas of Warfare: the Middle Ages》. Cambridge University Press. ISBN 0-521-44049-1.
- Jones, Gwyn (1984). 《A History of the Vikings》. Oxford University Press. ISBN 0-19-215882-1.
- Keynes, S (2014). 〈Appendix I: Rulers of the English, c.450–1066〉.   Lapidge, M; Blair, J; Keynes, S;  외. 《The Wiley Blackwell Encyclopedia of Anglo-Saxon England》 2판. Chichester: John Wiley & Sons. 521–538쪽. ISBN 978-0-470-65632-7.
- Kirby, D. P. (2000). 《The Earliest English Kings》. London and New York: Routledge. ISBN 978-0-415-24211-0.
- Lapidge, Michael; Blair, John; Keynes, Simon; Scragg, Donald (2013년 10월 2일). 《The Wiley Blackwell Encyclopedia of Anglo-Saxon England》. John Wiley & Sons. ISBN 978-1-118-31609-2.
- “Laud MS Misc. 636”. 《보들리 도서관》. 2014년 12월 23일에 원본 문서에서 보존된 문서. 2014년 11월 22일에 확인함.
- Malam, John (2012년 2월 6일). 《Yorkshire, A Very Peculiar History》. Andrews UK Limited. ISBN 978-1-908759-50-4.
- Mostert, M (1987). 《The Political Theology of Abbo of Fleury: A Study of the Ideas about Society and Law of the Tenth-century Monastic Reform Movement》. Middeleeuwse studies en bronnen (series vol. 2). Hilversum: Uitgeverij Verloren. ISBN 90-6550-209-2.
- Munch, Peter Andreas (1926). 《Norse Mythology: Legends of Gods and Heroes》. The American-Scandinavian Foundation.
- South, Ted Johnson (2002). 《Historia de Sancto Cuthberto》. Boydell & Brewer. ISBN 978-0-85991-627-1.
- Swanton, M, 편집. (1998) [1996]. 《The Anglo-Saxon Chronicle》. New York: Routledge. ISBN 0-415-92129-5.
- Venning, Timothy (2014년 1월 30일). 《The Kings & Queens of Anglo-Saxon England》. Amberley Publishing Limited. ISBN 978-1-4456-2459-4.
- Woolf, Alex, The Age of the Sea-Kings: 900–1300 in Omand, Donald (ed.) (2006) The Argyll Book, Birlinn, ISBN 978-1-8415-8480-5

| 리크시게 | 제3대 요르비크 국왕 876년–877년 | 구드뢰드 1세 |

| 이바르 | 제3대 더블린 국왕 (계승권 주장했으나 실제 통치자 아님) 875년–877년 | 바르드 이바르손 |